# Dicrurus forficatus
Dicrurus forficatus е вид птица от семейство Dicruridae.

## Разпространение
Видът е разпространен в Коморските острови и Мадагаскар.